# Ischnea capellana
Ischnea capellana là một loài thực vật có hoa trong họ Cúc. Loài này được Swenson mô tả khoa học đầu tiên năm 1994.